# Cadre-45/2-Europameisterschaft 1930

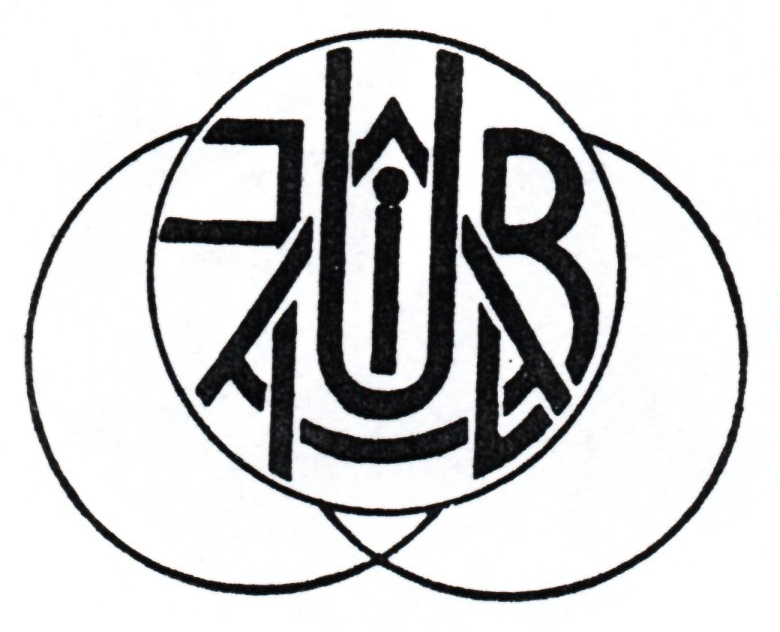
Logo UIFAB (ausrichtender Verband)

Veranstaltungsort: Groningen

Die Cadre-45/2-Europameisterschaft 1930 war das 6. Turnier in dieser Disziplin des Karambolagebillards und fand vom 19. bis zum 22. Dezember 1929 in Groningen statt. Die Europameisterschaft zählte zur Saison 1929/30. Es war die fünfte Cadre-45/2-Europameisterschaft in den Niederlanden.

## Geschichte
Der Belgier Gustave van Belle aus Gent holte in Groningen seinen zweiten Europameistertitel im Cadre 45/2. Dabei stellte er mit 28,84 einen neuen Europarekord im Generaldurchschnitt (GD) auf. Er verlor nur eine Partie knapp mit 398:400 gegen den Außenseiter Jan Wiemers. Eine auch sehr Leistung erzielte der Berliner Albert Poensgen, der mit 26,17 im GD einen neuen deutschen Rekord aufstellte, und Zweiter wurde. Überraschungsdritter wurde der niederländische Altmeister Jan Dommering.

## Turniermodus
Das ganze Turnier wurde im Round Robin System bis 400 Punkte gespielt. Im Gegensatz zu Weltmeisterschaften gab es bei Punktgleichheit am Ende keine Stichpartien, sondern der bessere Generaldurchschnitt entschied über die Platzierung.
Wertung:
1. MP = Matchpunkte
2. GD = Generaldurchschnitt
3. HS = Höchstserie

## Abschlusstabelle

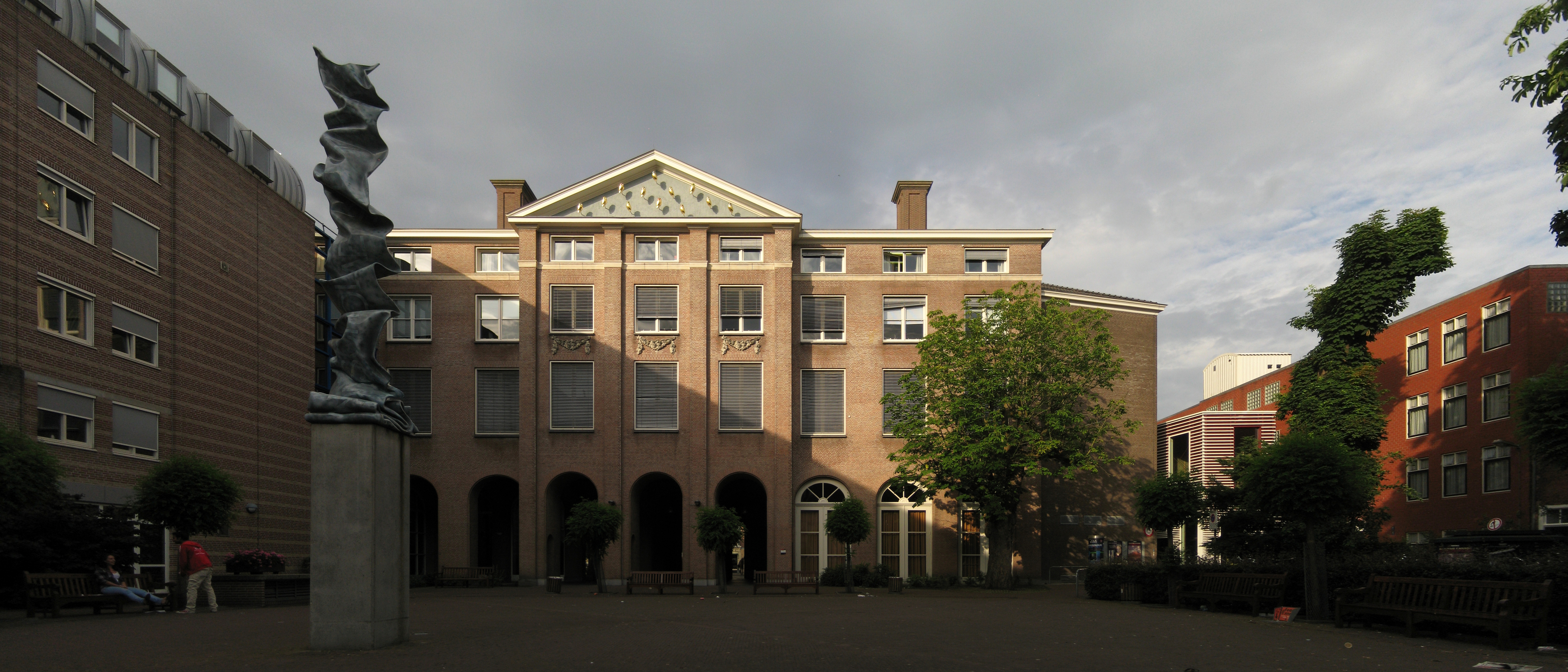
De Harmonie in Groningen

| MP    | Match Points (Sieger = 2; Unentschieden = 1; Verlierer = 0) |
| Pkte. | Erzielte Karambolagen                                       |
| Aufn. | Benötigte Versuche                                          |
| GD    | Generaldurchschnitt                                         |
| BED   | Bester Einzeldurchschnitt eines Spielers                    |
| HS    | Höchstserie                                                 |
|       | Bester GD des Turniers                                      |
|       | Bester ED des Turniers                                      |
|       | Beste HS des Turniers                                       |
|       | 1. Platz (Gold)                                             |
|       | 2. Platz (Silber)                                           |
|       | 3. Platz (Bronze)                                           |

| Platz                      | Name              | MP   | Pkte. | Aufn. | GD    | BED   | HS  |
| -------------------------- | ----------------- | ---- | ----- | ----- | ----- | ----- | --- |
| 1                          | Gustave van Belle | 12:2 | 2798  | 97    | 28,84 | 40,00 | 189 |
| 2                          | Albert Poensgen   | 10:4 | 2408  | 92    | 26,17 | 57,14 | 188 |
| 3                          | Jan Dommering     | 10:4 | 2303  | 139   | 16,56 | 40,00 | 178 |
| 4                          | Théo Moons        | 8:6  | 2475  | 120   | 20,62 | 44,44 | 170 |
| 5                          | Jan Wiemers       | 8:6  | 2057  | 122   | 16,86 | 23,52 | 107 |
| 6                          | Edmond Soussa     | 6:8  | 2003  | 110   | 18,20 | 21,05 | 138 |
| 7                          | Jean Albert       | 2:12 | 1592  | 149   | 10,68 | 11,42 | 80  |
| 8                          | Raimundo Vives    | 0:14 | 1466  | 162   | 9,04  | –     | 46  |
| Turnierdurchschnitt: 17,25 |                   |      |       |       |       |       |     |